# Hraničky (Rozvadov)
Hraničky (německy Reichenthal) byly obec v katastrálním území Nové Domky obce Rozvadov. Hraničky se německy jmenovaly Reichenthal a žilo v nich přes 300 obyvatel.
Při budování hraničního pásma byly zbylé objekty srovnány se zemí, jen několik objektů ve východní části obce při cestě do Nových Domků bylo dále dáno k užívání pro vojáky pohraniční stráže. Tyto domy byly však nakonec také zbořeny a pohraniční stráž byla v osmdesátých letech 20. století přestěhována do nové roty v Nových Domcích.

## Galerie

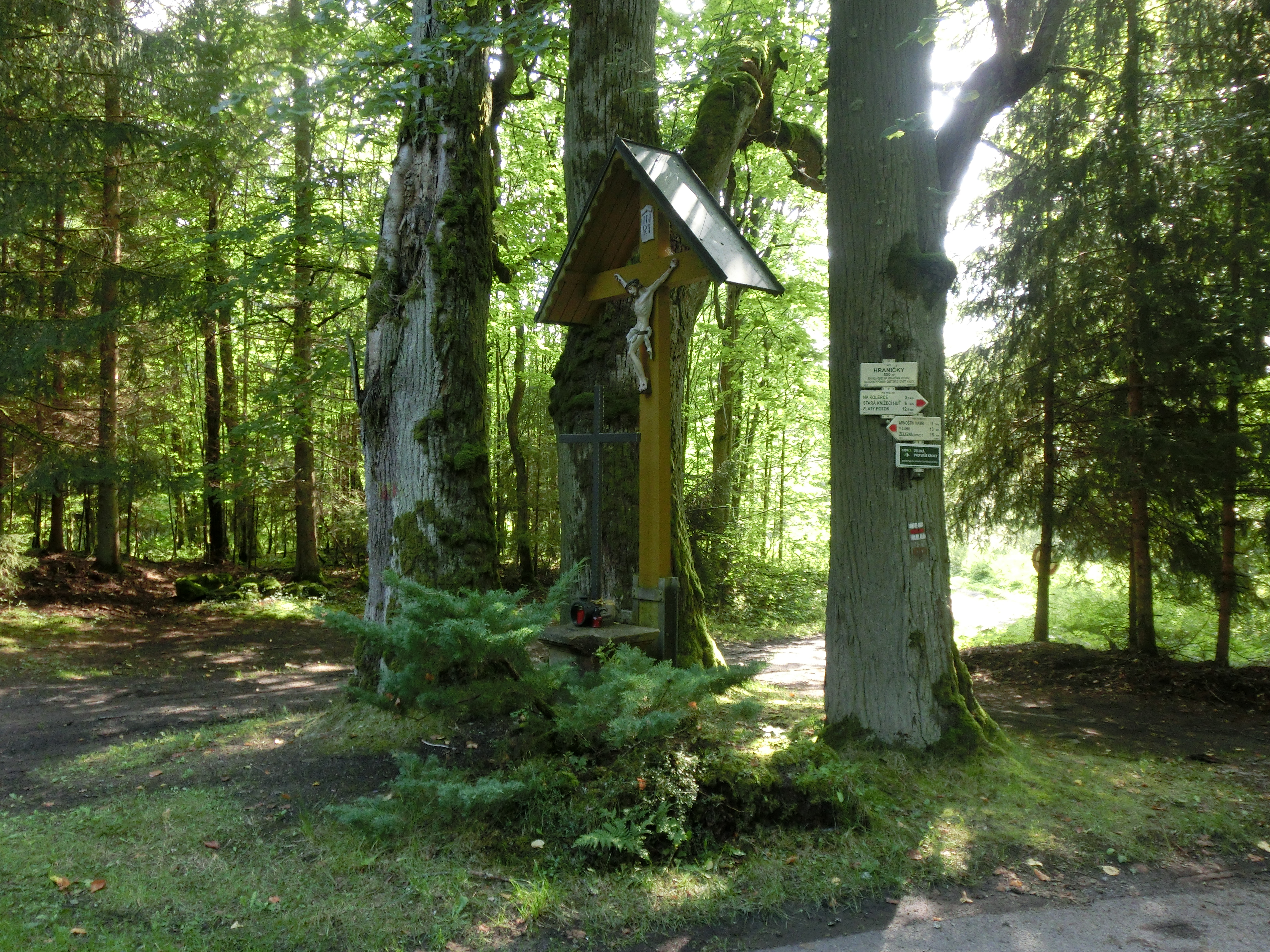
Tři lípy s dřevěným křížem na bývalém návsí
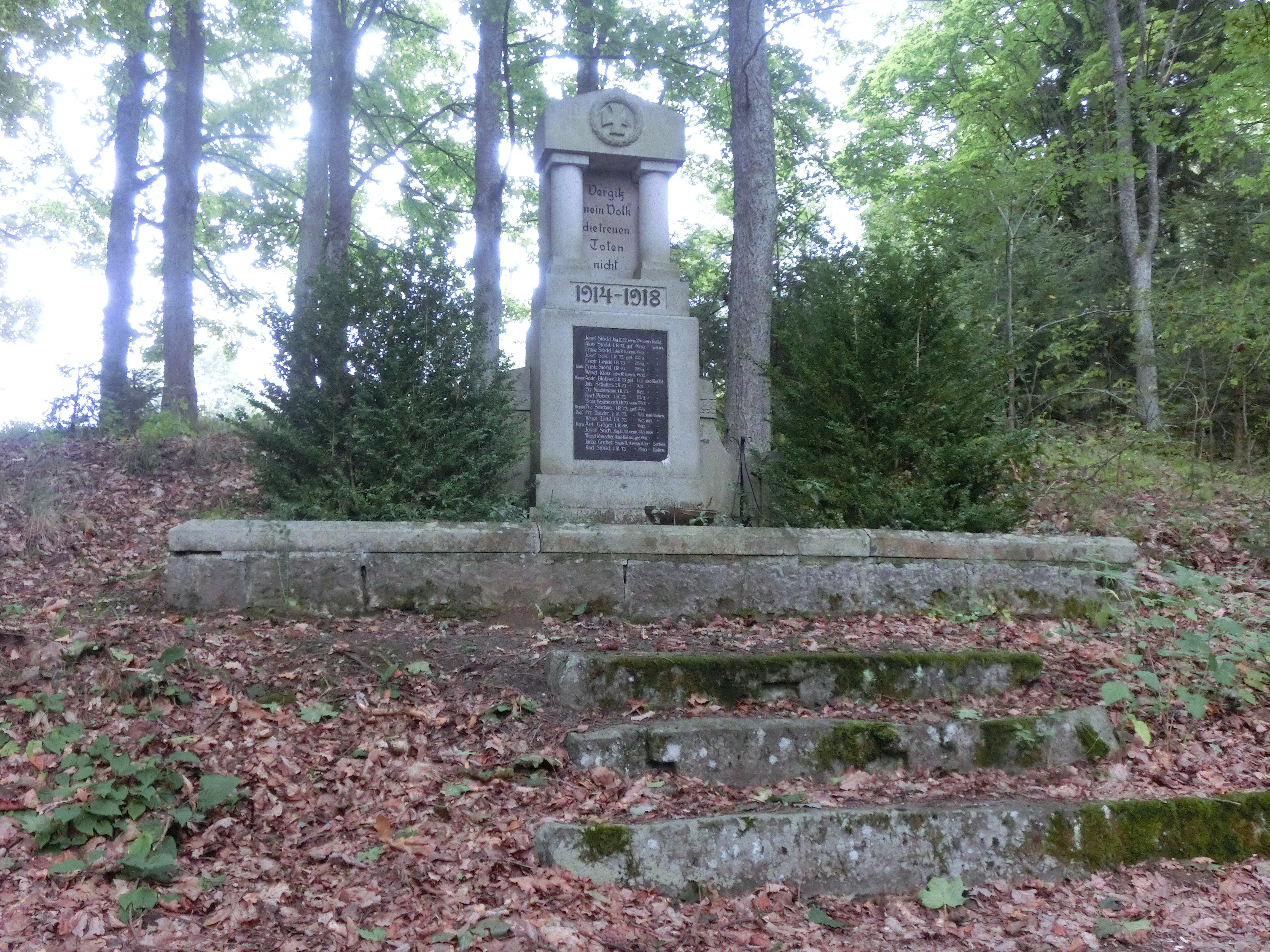
Válečný památník v Hraničkách